# Grabmal des Bischofs Diego de Avellaneda

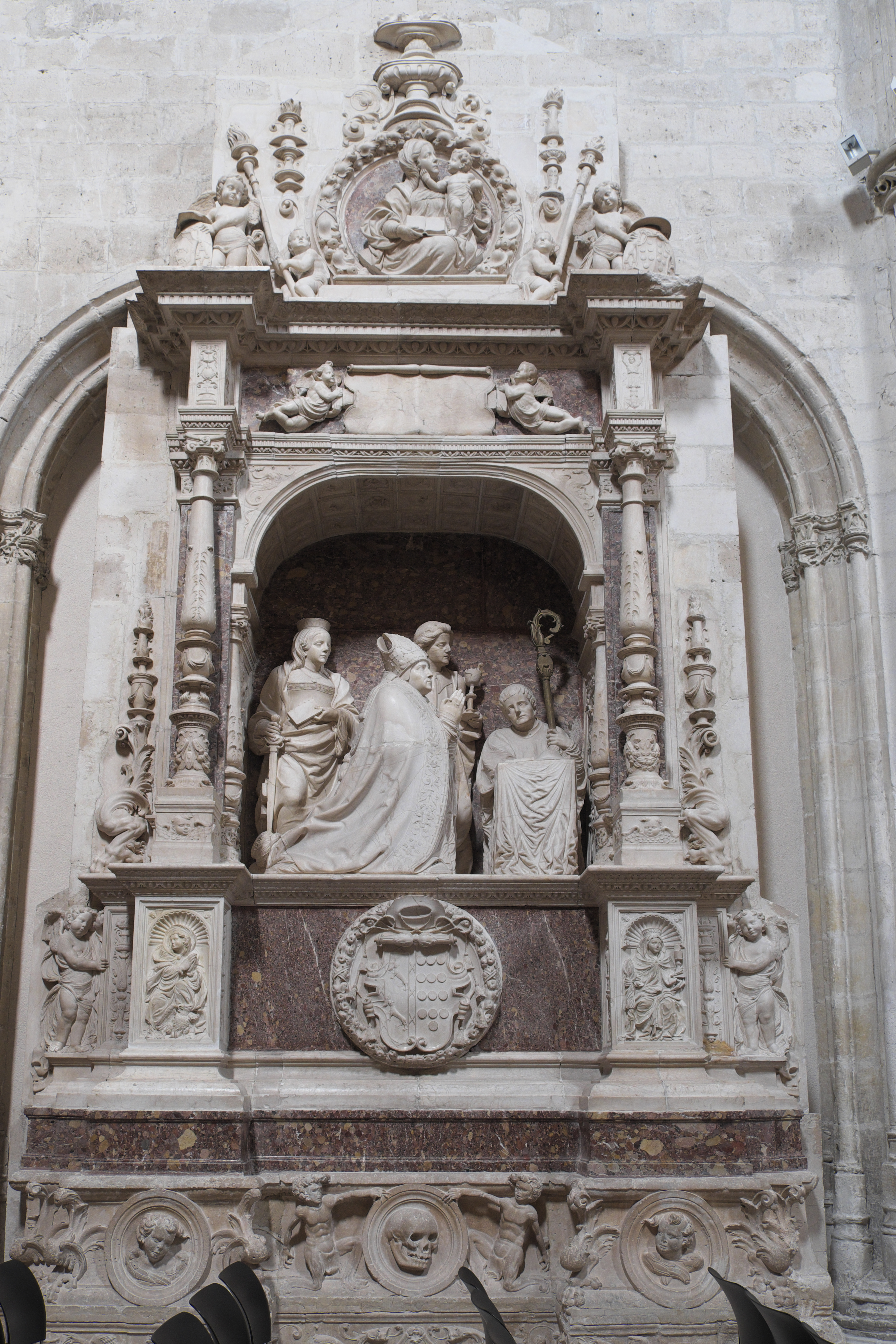
Grabmal des Bischofs Diego de Avellaneda

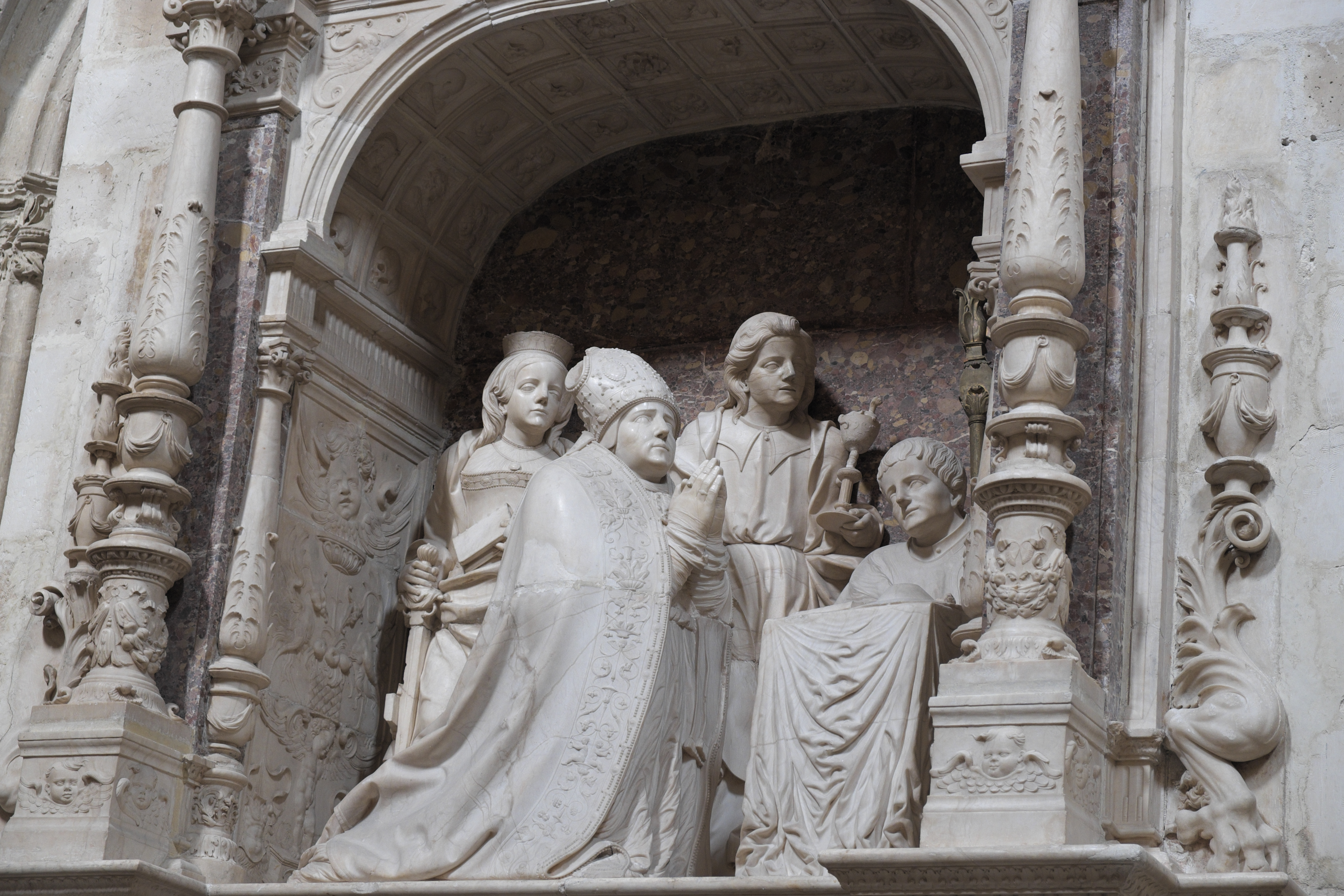
Grabmal des Bischofs Diego de Avellaneda

Das Grabmal des Bischofs Diego de Avellaneda befindet sich im Museo Nacional de Escultura (Staatliches Skulpturenmuseum) in Valladolid, der Hauptstadt der gleichnamigen Provinz in der spanischen Autonomen Region Kastilien und León. Es ist in der Kapelle des Colegio de San Gregorio aufgestellt, eines ehemaligen Kollegs der Dominikaner, in dem seit 1933 das Skulpturenmuseum untergebracht ist. Das monumentale Grabmal aus Jaspe, Alabaster und Kalkstein wurde in der Mitte des 16. Jahrhunderts im Stil der Renaissance für Diego de Avellaneda, den Bischof von Tui, in der Werkstatt von Felipe Bigarny geschaffen.

## Geschichte
Aus dem Jahr 1536 ist ein Vertrag erhalten, in dem sich der aus Langres stammende Bildhauer Felipe Bigarny verpflichtete, innerhalb von zwei Jahren zwei Grabmäler – eines für Diego de Avellaneda und ein weiteres für dessen Vater – anzufertigen. Allerdings zogen sich die Arbeiten in die Länge und der vielbeschäftigte Bildhauer konnte seinen Auftrag nicht termingerecht ausführen. Felipe Bigarny, der auch für die Kathedralen von Burgos und Toledo tätig war, übertrug deshalb einen Teil der Arbeit an Enrique de Maestrique. Doch selbst im Jahr 1542, als Felipe Bigarny starb, waren die Grabmäler noch nicht fertiggestellt. Schließlich führte Juan de Gómez die Arbeiten zu Ende. Die Grabmäler waren ursprünglich im Hieronymitenkloster in Espeja de San Marcelino in der Provinz Soria aufgestellt. 1933 kam das Grabmal des Bischofs Diego de Avellaneda an seinen heutigen Standort in das damals neu eröffnete Museo Nacional de Escultura, vom Grabmal seines Vaters sind nur noch Fragmente erhalten.

## Aufbau
In einer großen Nische in der Mitte des Monuments ist Diego de Avellaneda kniend dargestellt. Hinter ihm stehen die heilige Katharina mit dem Schwert und der Apostel Johannes mit einem Giftkelch, aus dem eine Schlange hervorkriecht, die beiden Schutzpatrone des Hieronymusklosters von Espeja de San Marcelino. Vor ihm kniet an einer Gebetsbank ein Diakon, der den Bischofsstab hält. Die Nische wird von einer Kassettendecke überwölbt und seitlich von reich verzierten, gedrehten Säulen gerahmt. In einem Medaillon unter dem Bischof sieht man sein Wappen. Seitlich stehen Engel, in zwei Reliefs sind weibliche Figuren, vermutlich allegorische Darstellungen der Tugenden des Bischofs, dargestellt. Auf dem Gebälk sitzen Engel mit Fackeln, in der Mitte rahmt ein Medaillon eine Madonna mit Kind. Am Sockel sind zwei Satyrn und, ebenfalls in Medaillons gerahmt, zwei Engelsköpfe und ein Totenkopf dargestellt.

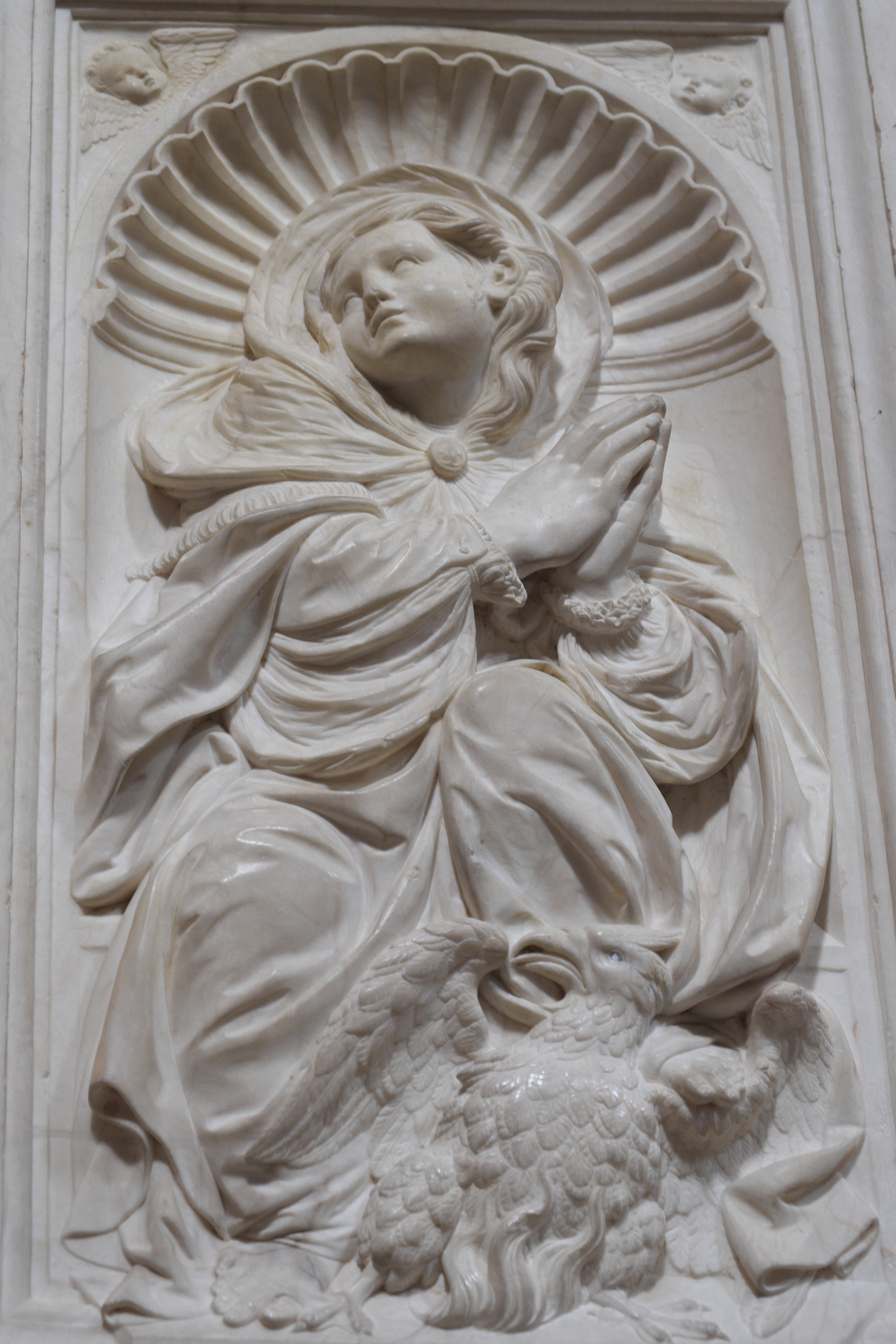
Allegorie
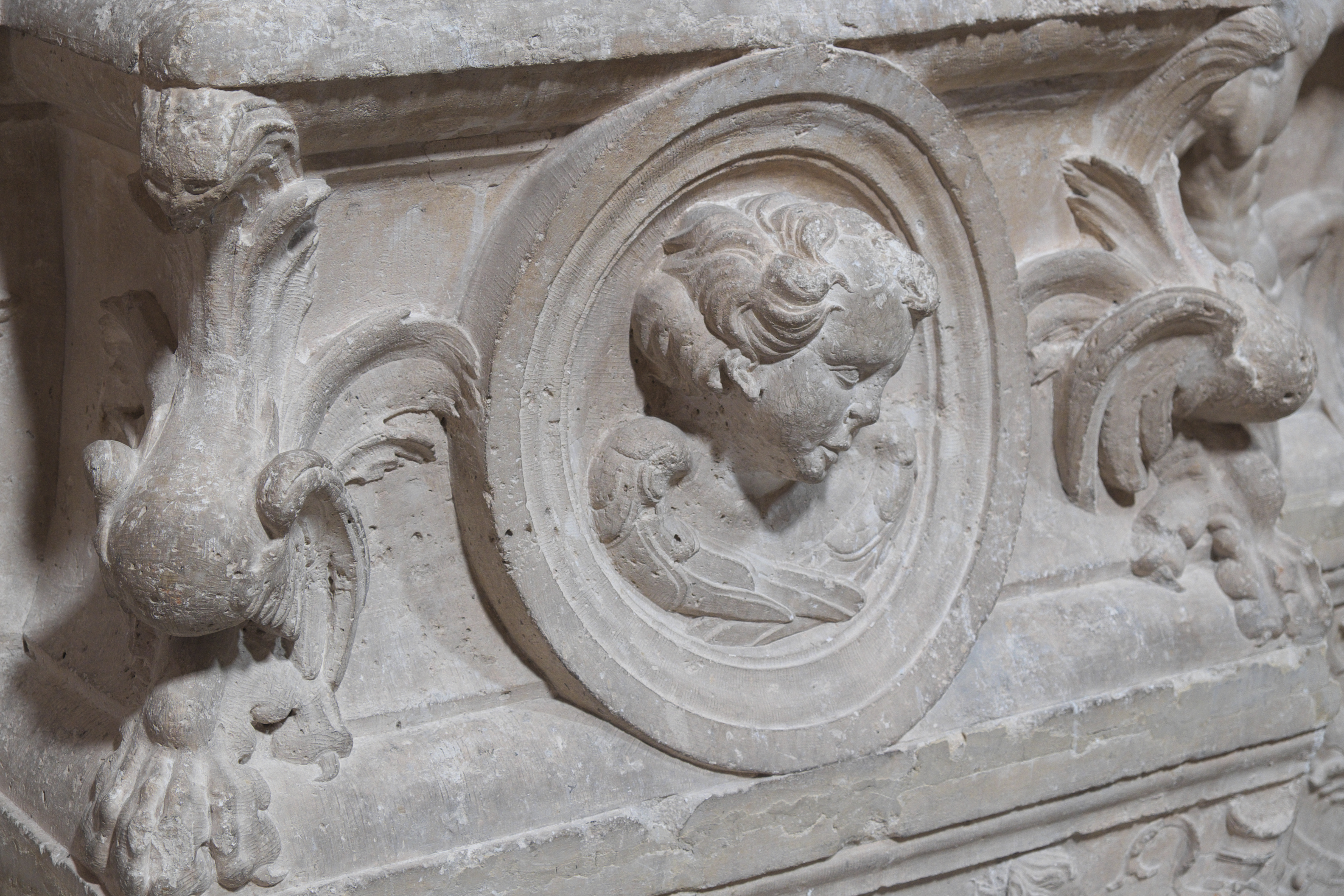
Engelskopf
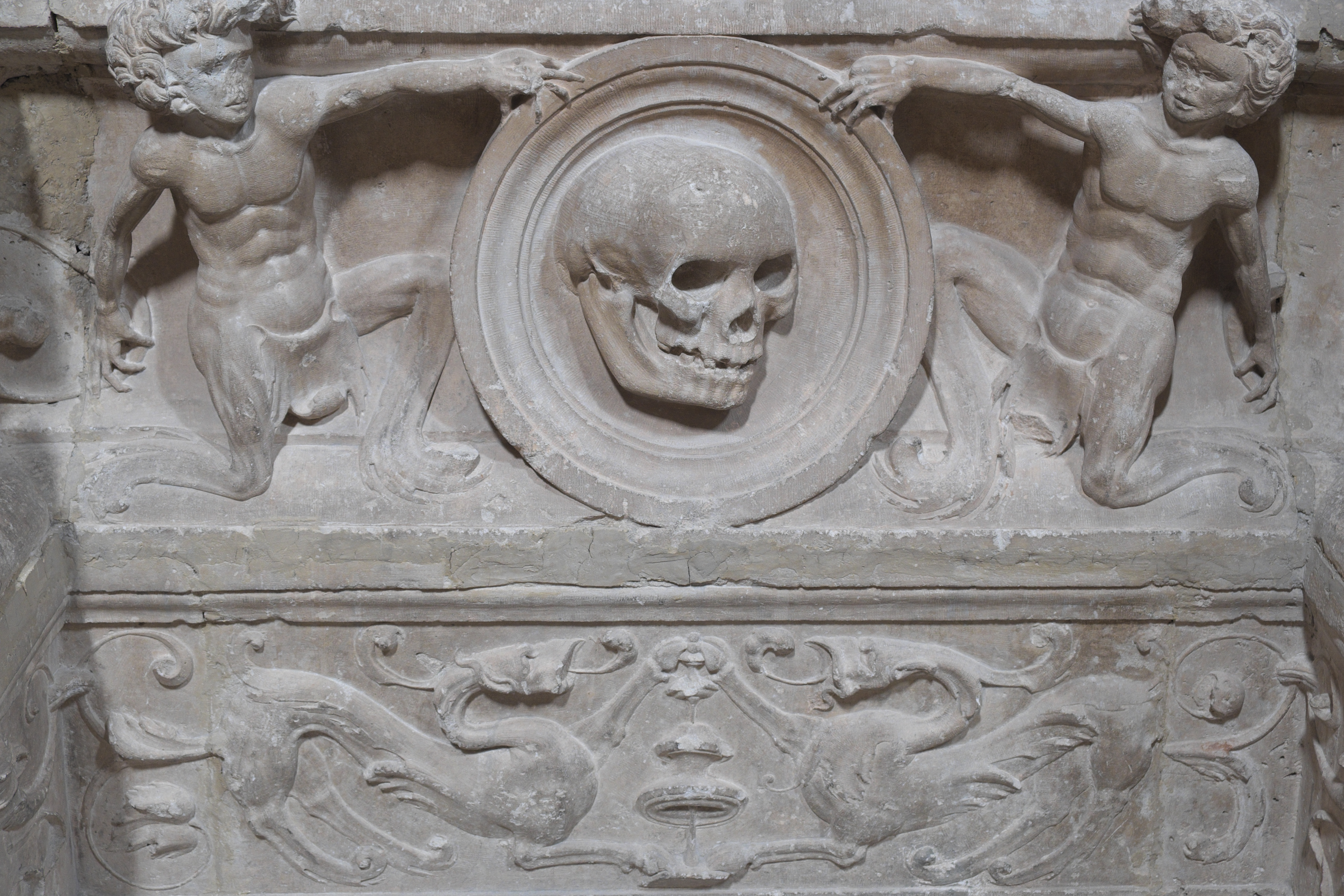
Satyrn und Totenkopf
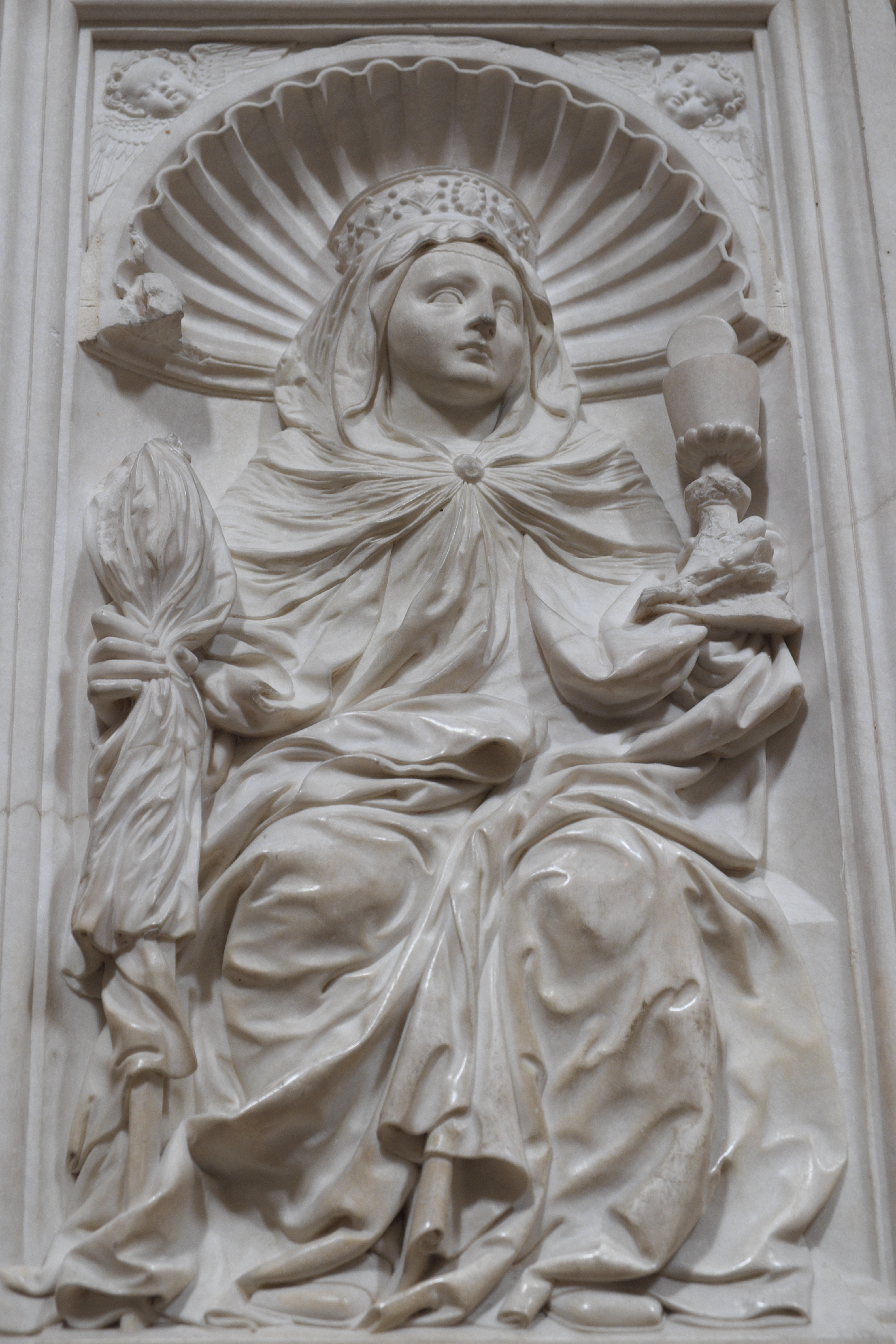
Allegorie